# سياحة بيئية

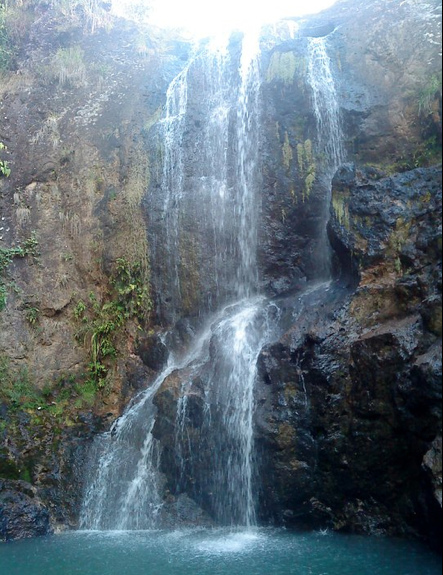
شلال لانو ديل مورتو (وتعني: "سهل الموتى") في السلفادور

ظهر مصطلح السياحة البيئية منذ مطلع ثمانينيات القرن العشرين، وهو مصطلح حديث نسبياً، جاء ليعبّر عن نوع جديد من النشاط السياحي الصديق للبيئة، الذي يمارسه الإنسان، محافظاً على الميراث الفطري الطبيعي والحضاري للبيئة التي يعيش فيها، ويمارس فيها نشاطه وحياته، وهو في هذه الممارسة والحياة ليس حراً مطلقاً، يفعل ما يشاء دون حساب، بل هو حر مسؤول عن ما يفعله، وهو يعيش في إطار المعادلة.[بحاجة لمصدر]

## مكوّنات السياحة البيئية

### العوامل الطبيعية الإيكولوجية
تضم العناصر والأنظمة الحيوية، وتلك التي تقدّمها الطبيعة كليّاً، مثل سطح الأرض وما عليه من جبال ووديان وغابات ومغاور وأنهار ومحميات وصحارى، وأنواع المشاهدات والخبرات الواسعة المتضمنة فيها، أو التي عمل عليها الإنسان مثل الحدائق والمنتزهات.

### العوامل المناخية
الفصول المناخية وما تقدّمه من عناصر وإمكانات وتحوّلات في الصيف أو الشتاء، في الربيع أو الخريف، وبحيث تتحوّل هذه العناصر إلى مكوّنات سياحية كبرى، من مشاهدة الغروب على شاطئ البحر أو ممارسة التزلج على الثلج في الجبال، أو السهر مع النجوم في الصحراء بعيدًا عن كل إنارة.

### العوامل البيولوجية
الثروات النباتية المتنوعة، من أزهار، وأشجار، ونباتات، ومياه معدنية، إلى الثروة الحيوانية والسمكية، من طيور وأسماك وكائنات بحرية وبرية مختلفة.
وحيات الطبيعة